# Шарль Деббас
Шарль Деббас (фр. Charles Debbas, араб. شارل دباس; 16 квітня 1884 — 22 серпня 1935) — ліванський політик, перший президент і сьомий прем'єр-міністр Лівану за часів французького мандату (колишній Великий Ліван), голова парламенту від січня до жовтня 1934 року.

## Біографія
Народився у відомій родині в Бейруті. Первинну освіту здобував у єзуїтській школі, потім вивчав юриспруденцію в Парижі та здобув ступінь доктора права. Там він познайомився з медичною сестрою Марсель Бургарт, з якою одружився 24 жовтня 1919 року в Неї-сюр-Сен.
Належав до масонської ложі в Лівані, що перебувала під юрисдикцією ложі «Великий схід Франції».
20 жовтня 2020 року верховний комісар у Бейруті Робер де Ке призначив Деббаса керівником судової служби Великого Лівану. За часів французького мандату в Лівані Шарль Деббас спочатку обіймав посаду міністра юстиції, потім став головою Національних зборів, а 1 вересня 1926 року став першим президентом Ліванської Республіки. 1929 року його переобрали на ту посаду та, зрештою, він був президентом до січня 1934. Одночасно, від березня 1932 до січня 1934 року очолював уряд Ліванської Республіки.
За його президентства було ухвалено рішення про роззброєння Великого Лівану та запроваджено обов'язкову професійну освіту.
1934 року він знов очолював міністерство юстиції та парламент. На посаді президента його замінив Хабіб Паша ес-Саад.
Помер у листопаді 1935 у 80-річному віці. Похований у Бейруті, на цвинтарі Мар Мітр разом із дружиною, яка померла в Парижі 1960 року.